# Saimiri macrodon
Saimiri macrodon  is een zoogdier uit de familie van de kapucijnapen en doodshoofdaapjes (Cebidae). De wetenschappelijke naam van de soort werd voor het eerst geldig gepubliceerd door Daniel Giraud Elliot in 1907.

## Voorkomen
De soort komt voor in Brazilië, Colombia, Ecuador en Peru.